# Torre Schindler (Sevilla)
La Torre Schindler está ubicada en la Isla de la Cartuja de Sevilla. Es una torre mirador construida con motivo de la Exposición Universal de 1992 aunque fue abierta algunas semanas después de la inauguración de la misma debido a un retraso. Fue realizada por el arquitecto Guillermo Vázquez Consuegra.
Tiene una altura de 65 m, aproximadamente 18 pisos, accesibles mediante ascensores que en cuestión de 24 segundos suben a los visitantes a la terraza superior. Ofrece una vista del río Guadalquivir desde su enclave, próximo al Puente del Cristo de la Expiración, así como del que fuera recinto de la Expo 92 y de parte de la ciudad de Sevilla.
Su nombre proviene de la empresa fabricante, de nacionalidad suiza, dedicada específicamente a la manufactura de ascensores. En 2012 reabrió como parte del Pabellón de la Navegación de Sevilla.
En junio de 2021, coincidiendo con la celebración de la Eurocopa en Sevilla, se procedió a reemplazar los rótulos de la marca por otros nuevos retroiluminados, dándole a la misma un aspecto más moderno.

## Galería de imágenes

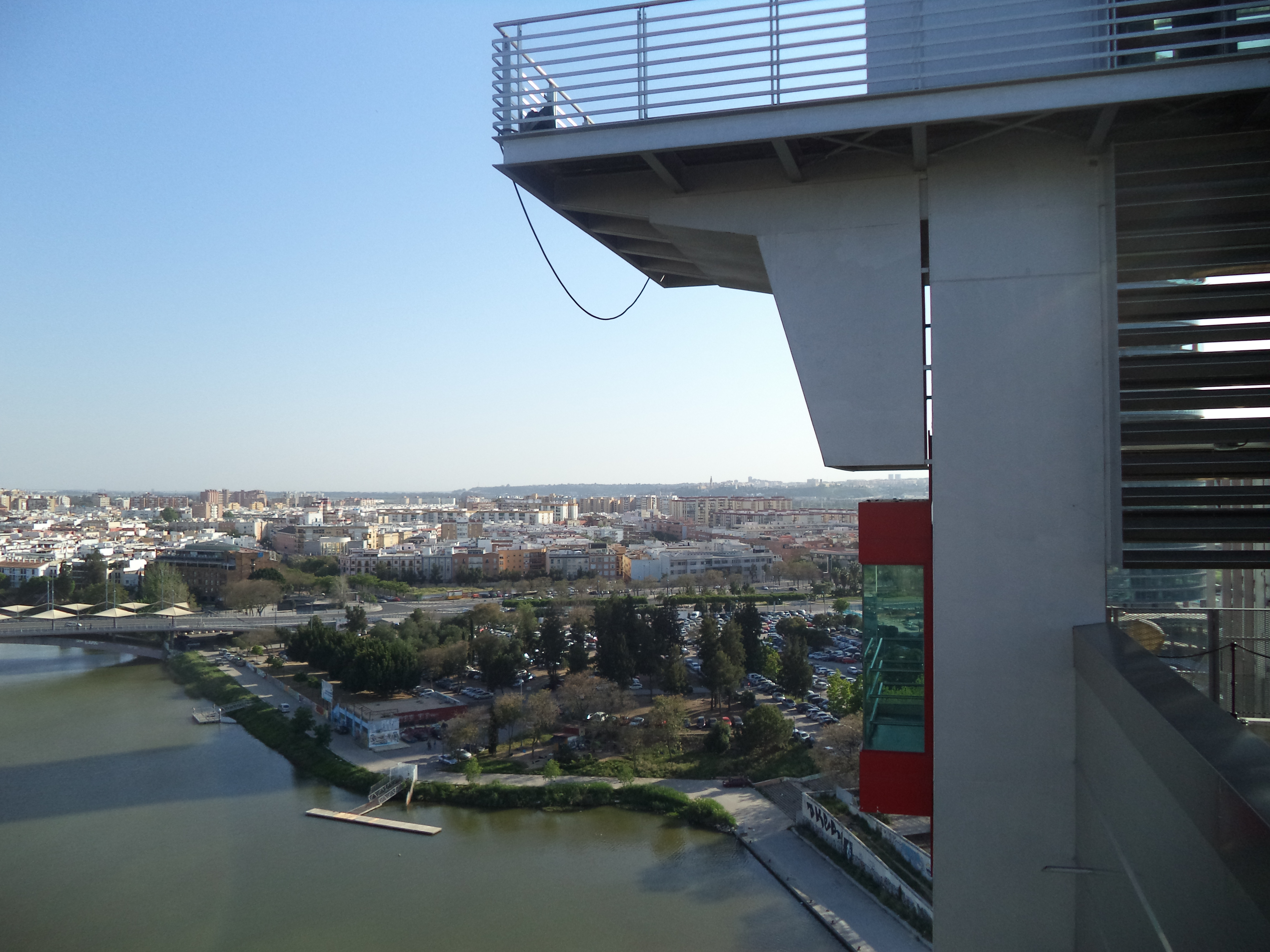
Ascensor panorámico de la Torre Schindler desde el mirador de la torre
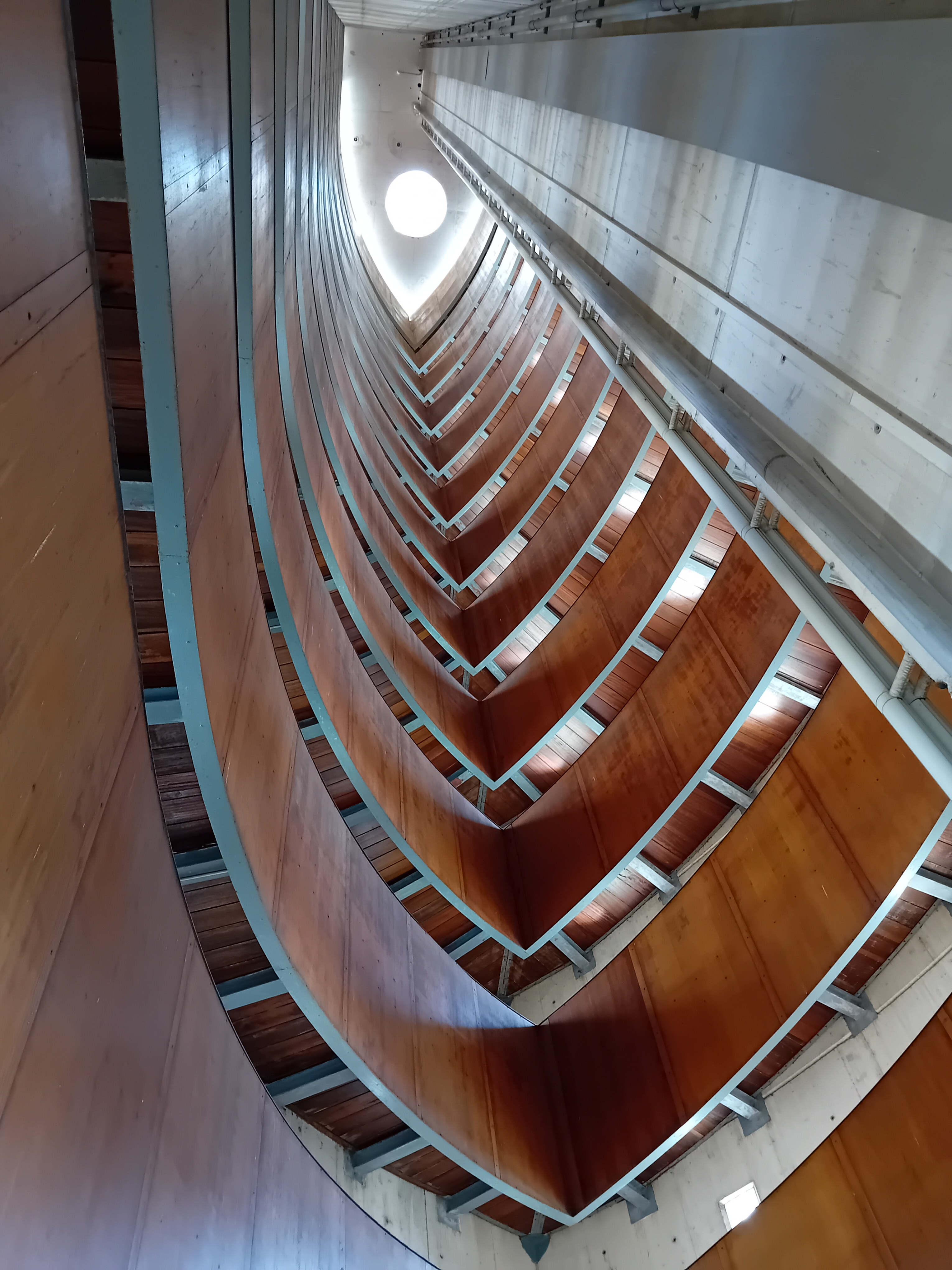
Interior de la Torre Schindler
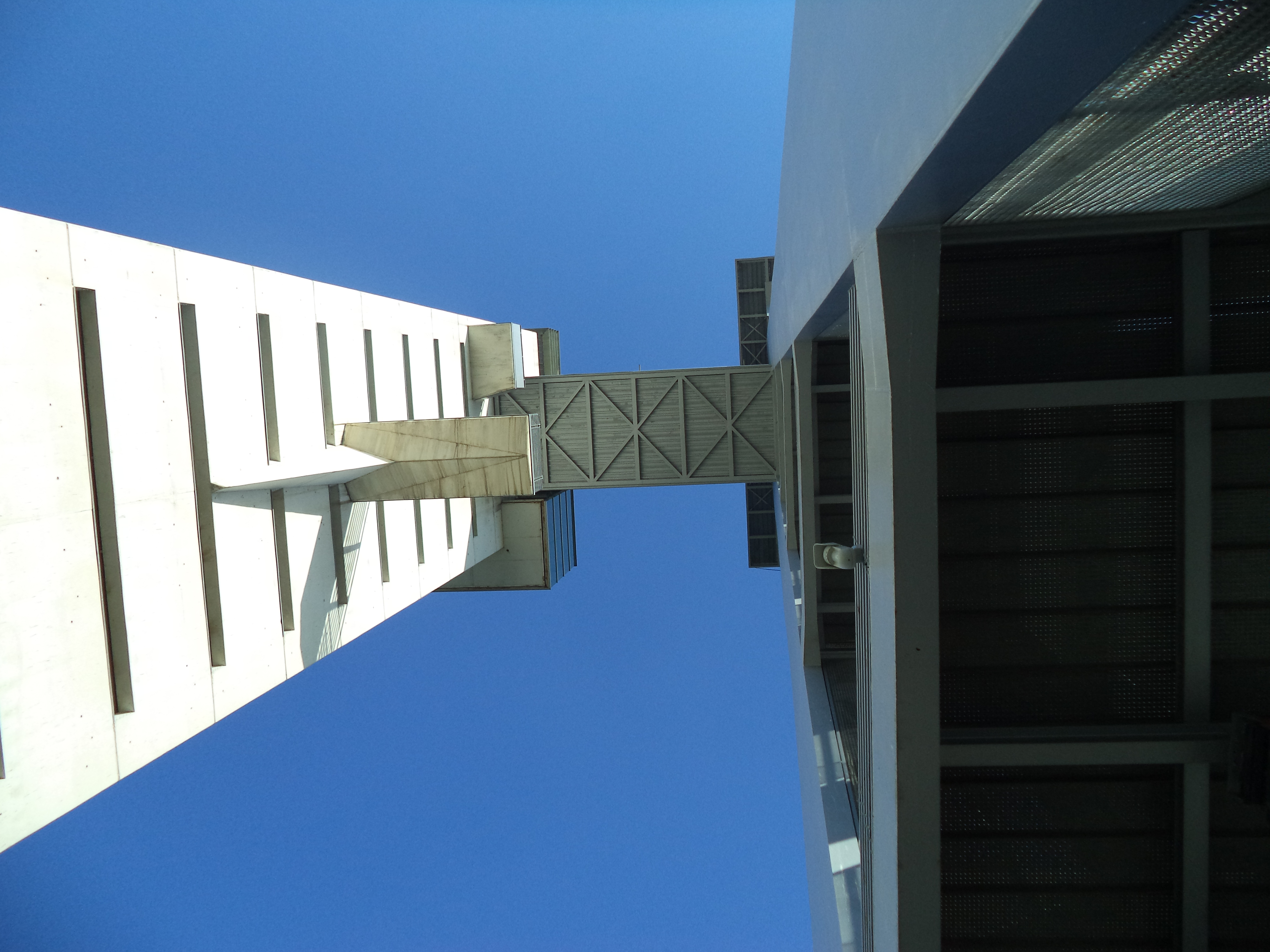
Torre Schindler desde abajo